# Vera Mantero
Vera Mantero, née à Lisbonne en 1966, est une danseuse et chorégraphe portugaise.

## Biographie
Après avoir étudié la danse classique, Vera Mantero intègre le Ballet Gulbenkian où elle réalise sa première création, Ponto de interrogação (1987). Elle passe ensuite un an à New York où elle suit les cours de Merce Cunningham, travaille la voix, le théâtre et la composition.
Figure majeure de la nouvelle danse portugaise, elle participe à des projets internationaux, danse avec Catherine Diverrès, Steve Paxton, Lisa Nelson et, plus récemment, avec Robyn Orlin. Elle tourne au Brésil, aux États-Unis, au Canada et partout en Europe.
Elle tourne notamment avec Teresa Villaverde dans Os Mutantes (1998) et avec Michel Jakar dans Demain il fera jour (2005). Associée en 2007 au Collectif Victoria (composé d'Éric De Volder, Alain Platel, Caterina Sagna, Johanne Saunier, Claudia Triozzi et Wim Vandekeybus), elle présente sa vision du striptease dans Nightshade (2007-2008).